# Kurt Robbel
Kurt Robbel (* 20. Mai 1909 in Berlin; † 11. Juli 1986 in Mahlow) war ein deutscher Maler und Professor an der Hochschule für Bildende und Angewandte Kunst Berlin-Weißensee.

## Leben
Der Vater Robbels war Dekorationsmaler und Restaurator. Als Kleinkind lebt Robbel mit seinen Eltern von 1910 bis 1912 in Russland, wo sein Vater als Restaurator nahe Petersburg arbeitet. Von 1915 bis 1925 besuchte er in Berlin die Schule und erlernte die russische Sprache. In der Zeit von 1925 bis 1929 absolvierte er eine Lehre als Holzbildbauer bei Emil Graf in Rixdorf und nahm Abendunterricht an der Kunst- und Handwerkerschule Berlin, wo er bei Felix Kupsch in Bauplastik unterrichtet wurde. Robbel war lange Zeit arbeitslos und hielt sich mit Gelegenheitsarbeiten und als Übersetzer über Wasser. Während dieser Zeit begann er sich autodidaktisch mit der Malerei zu beschäftigen. Von 1930 bis 1933 war Robbel Mitglied und Bibliothekar im Bund „Freunde der S.S.S.R.“
Angesichts des Reichstagsbrandprozesses fertigte er 1933 mit seinem Freund Fritz Wirgien antifaschistische Flugblätter. 1935 unternahm er eine Reise in die Sowjetunion.
1936 heiratete Robbel und siedelt nach Mahlow um. 1940 bis 1942 war er als Buchstabenschreiber und Technischer Zeichner in der Rüstungsfirma C. Lorenz, Berlin-Tempelhof dienstverpflichtet.
1941/42 hospitierte er bei Otto Hitzberger und Wilhelm Tank an der Hochschule für Bildende Künste Berlin-Charlottenburg. 1942 bis 1945 war er im Kriegsdienst bei einer Nachrichteneinheit, von der er 1945 desertierte. 1945 arbeitete er als Dolmetscher in der sowjetischen Kommandantur. Von Juni bis Dezember war er Bürgermeister von Mahlow. Von 1945 bis 1951 arbeitete Robbel freischaffend als Maler. 1946 trat er der SED bei. 1951 wurde er von Mart Stam als Lehrbeauftragter an die Berliner Hochschule für Bildende und Angewandte Kunst berufen. Es entwickelte sich eine Freundschaft zu Horst Strempel, der seinen Sinn für Bildaufbau und Tektonik in der Wandmalerei anregte, und zu Ernst Rudolf Vogenauer. 1952/53 hatte Robbel als Dozent die Leitung einer Malereiklasse und einer Tafelbildklasse. Seit 1957 unternahm er Reisen nach Italien, Zypern, Tunesien, Libanon, Ägypten, Griechenland, Island und Jugoslawien. Ab 1958 hatte er eine Professur für Malerei. 1963 wurde er Leiter der Abteilung Maltechnik an der Hochschule. Robbel hatte in der Sowjetischen Besatzungszone und in der DDR viele Einzelausstellungen und Ausstellungsbeteiligungen. Die erste war wohl 1945 in Blankenfelde die „Kunstausstellung des Kreises Teltow. Bezirk III“. Er war auf den meisten wichtigen überregionalen Ausstellungen vertreten, u. a. von 1958 bis 1988 auf allen Deutschen Kunstausstellungen bzw. Kunstausstellungen der DDR in Dresden.
Zu seinen Schülern gehörten u. a. Dieter Gantz, Konrad Knebel, Ronald Paris, Rolf Schubert, Helmut Symmangk, Heinrich Tessmer, Hans Ticha und Hans Vent. 1968/69 musste Robbel aus Krankheitsgründen pausieren. Danach leitete er von 1969 bis zur Emeritierung 1974 die Abteilung Restaurierung.

## Rezeption
Robbel gehörte zu den einflussreichsten Berliner Lehrerpersönlichkeiten.
Charakteristisch für seine Werke ist ein konstitutiver Bildaufbau. Seine Bedeutung besteht unter anderem darin, „dass er seine vornehm-bedächtige Malweise immer wieder in den Dienst politischer Aufgaben“ stellte.

## Museen und öffentliche Sammlungen mit Werken Robbels
- Berlin: Alte Nationalgalerie
- Berlin: Neue Nationalgalerie[3]
- Berlin: Berlinische Galerie[4]
- Frankfurt/Oder: Brandenburgisches Landesmuseum für moderne Kunst
- Gera: Kunstsammlung Gera
- Leipzig: Museum der bildenden Künste
- Neubrandenburg: Kunstsammlung Neubrandenburg
- Rostock: Kunsthalle

## Beispiele für baugebundene Kunst
- 1956 Wandbild „Fischereihafen“ in der Kunsthochschule Berlin-Weißensee
- 1975/76 „Die schaffenden Kräfte“, Mischtechnik (Bild für die Galerie im Palast der Republik)

## Postume Ausstellung
- 2020 Wünsdorf, Museum des Teltow[5]

## Ehrungen
- 1965 Theodor-Fontane-Preis für Kunst und Literatur des Rates des Bezirks Potsdam
- 1974 Kunstpreis der DDR
- 1978 Nationalpreis der DDR II. Klasse
- 1981 Otto-Nagel-Preis